# 1810 en arts plastiques
| Années des arts plastiques : 1807 - 1808 - 1809 - 1810 - 1811 - 1812 - 1813    |
| Décennies des arts plastiques : 1780 - 1790 - 1800 - 1810 - 1820 - 1830 - 1840 |

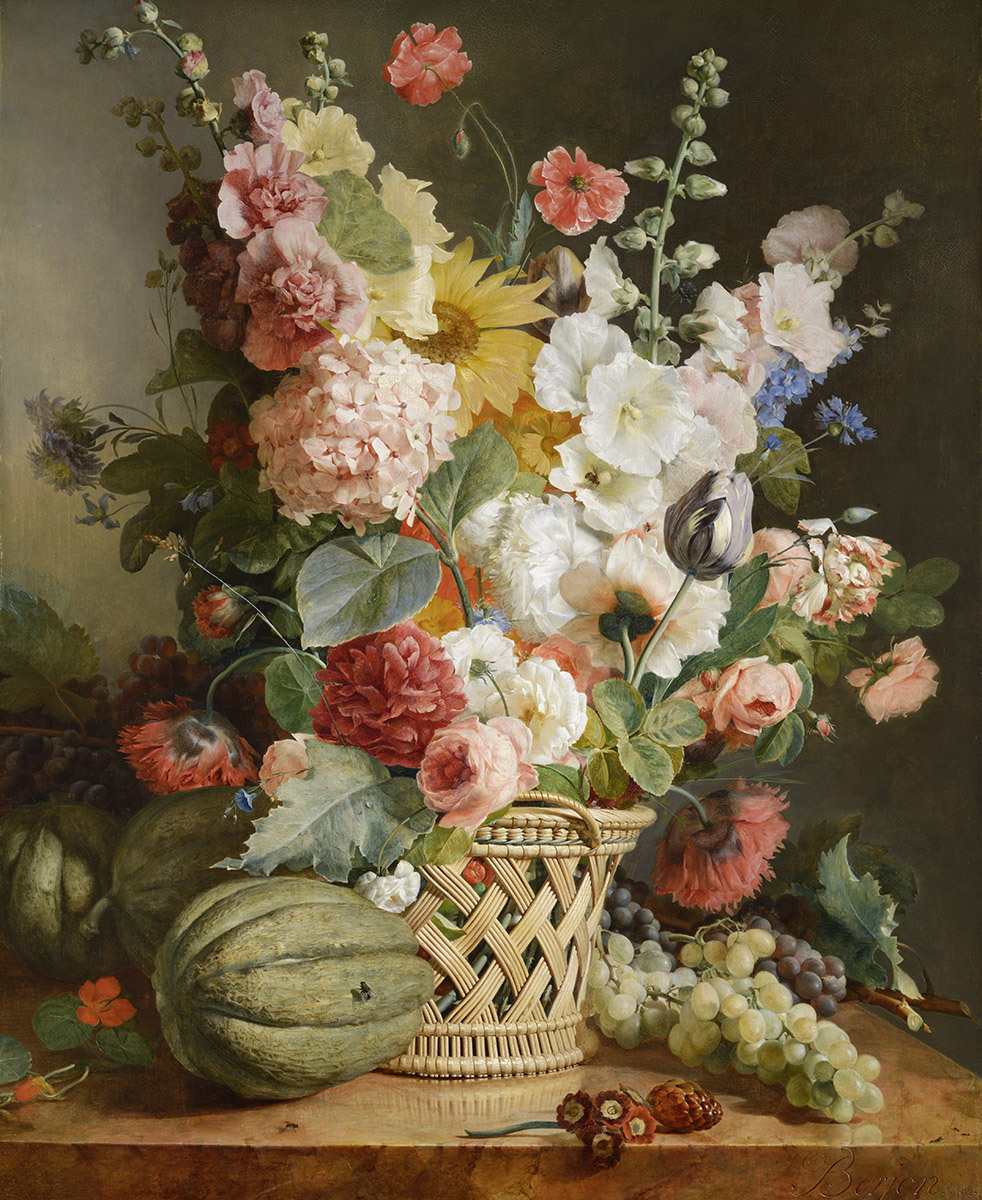
Fruits et fleurs dans une corbeille d'osier d'Antoine Berjon

Cette page concerne l'année 1810 en arts plastiques.

## Œuvres
- Portrait de Charles Marcotte d'Argenteuil, tableau de Jean-Auguste-Dominique Ingres.
- Portrait de Joseph-Antoine Moltédo, tableau d'Ingres.
- Fruits et fleurs dans une corbeille d'osier, tableau d'Antoine Berjon, Musée des Beaux-Arts de Lyon

## Naissances
- 2 janvier : Alfred Jacob Miller, peintre américain († 26 juin 1874),
- 4 janvier : Jules Noël, peintre paysagiste et de marines français († 26 mars 1881),
- 17 janvier : Léon Morel-Fatio, peintre de la marine et homme politique français († 2 mars 1871),
- 1er février : Camille Rogier, peintre et illustrateur français († 18 mars 1896),
- 2 février : Amaranthe Roulliet, peintre paysagiste et lithographe français († 15 aout 1888),
- 10 février : Miklós Barabás, peintre et graveur hongrois († 12 février 1898),
- 16 février : Antoine Rivoulon, peintre d'histoire français († 23 mars 1864),
- 7 mars : Vincent Courdouan, peintre français († 8 décembre 1893),
- 15 mars : Jakob Becker, peintre, graveur et lithographe allemand († 22 décembre 1872),
- 25 mars : Pierre-Jules Mêne, sculpteur français († 20 mai 1879),
- 10 avril : Ferdinand Charles François de Pape, peintre belge († 28 novembre 1885),
- 12 avril : Heinrich von Rustige, peintre allemand († 15 janvier 1900),
- 13 avril : Jules Quantin, peintre français († 6 février 1884),
- 9 mai : Alexandre Mauvernay, peintre verrier français († 22 juin 1898),
- 10 mai : Louis Gallait, peintre, aquarelliste et graveur belge († 20 novembre 1887),
- 11 mai : Grigori Gagarine, prince russe, officier, diplomate, mécène, peintre et Oberhofmeister à la Cour de Sa Majesté Impériale († 30 janvier 1893),
- 17 mai : Jacques Guiaud, peintre français († 24 avril 1876),
- 18 mai : Johann Peter Hasenclever, peintre allemand († 16 décembre 1853),
- 28 mai : Alexandre Calame, peintre suisse († 17 mars 1864),
- 11 juillet : Louis-Eugène Simonis, sculpteur belge († 11 juillet 1882),
- 14 juillet : Lucien Gisler, peintre belge († 11 mars 1843),
- 18 août : Pierre-Nicolas Brisset, peintre français († 29 mars 1890),
- 28 août : Constant Troyon, peintre français († 21 février 1865),
- 1er septembre : Charles-Henri Emile Blanchard, peintre français († 30 avril 1890),
- 8 septembre : François Adolphe Bruneau Audibran, graveur français († après 1865),
- 13 septembre : Auguste Bouquet, peintre, lithographe, graveur et caricaturiste français († 21 décembre 1846),
- 19 septembre : Pierre-Victorien Lottin, archéologue et peintre orientaliste français († 23 février 1903),
- 9 décembre : Alexandre Louis Patry, peintre de genre et portraitiste français († 16 novembre 1879),
- ? : 
  - François Cautaerts, peintre belge († 1881),
  - Amédée Maulet, graveur, peintre, dessinateur et lithographe français († 1835).

## Décès
- 27 janvier : Francesco Piranesi, graveur et architecte italien (° vers 1758),
- 1er mars : Jean-Jacques de Boissieu, dessinateur, graveur et peintre français (° 29 novembre 1736),
- 18 avril : Antoine-Denis Chaudet, sculpteur et peintre français (° 3 mars 1763),
- 15 septembre : Alessandro d'Anna, peintre italien (° 1746),
- 11 novembre : Johan Joseph Zoffany, peintre allemand (°13 mars 1773),
- 6 décembre : John Francis Rigaud, peintre britannique (°18 mai 1742),
- 22 décembre : William Baillie, graveur et militaire irlandais (° 5 juin 1723),
- ? :
  - William Humphrey, graveur, éditeur et marchand d'estampe britannique (° 1740),
  - Giuseppe Troni, peintre de la cour portugaise d'origine italienne (° 1739),
  - Mokujiki Shonin, peintre japonais (° 1718).